# 両備鉄道11号形電気機関車
両備鉄道11号形電気機関車（りょうびてつどう11ごうがたでんききかんしゃ）は、両備鉄道（現在のJR福塩線）が1927年（昭和2年）に新製した、軌間762mm（特殊狭軌）規格の直流用電気機関車である。
後年の両備鉄道の国有化に際して本形式も国鉄（当時の鉄道省）籍へ編入され、ケED10形の形式称号が付与されたが、本形式は日本の国有鉄道に在籍した唯一の特殊狭軌線用電気機関車であった。

## 概要
両備鉄道が1927年（昭和2年）に600V直流電化を行うに際し、日立製作所で6両が製造された。凸形車体を持つ小型電気機関車で、11 - 16と付番された。台車はアーチバー式の2軸ボギー台車を2組有し、集電装置はポールを2組備えている。連結器はピン・リンク式である。
両備鉄道はこの機関車によって既存の客車・貨車を牽引する運行形態を採り、国有化まで電車を導入することはなかった。
1930年（昭和5年）11月には、沿線での陸軍大演習視察を目的とする昭和天皇の行幸に伴い、お召列車を牽引している。
1933年（昭和8年）に両備鉄道は国有化されて福塩線（2か月後に福塩南線）となる。これに際し電気機関車11 - 16号も引き継がれ、国鉄形式を与えられてケED10形ケED10 1 - ケED10 6となった。形式称号に付された「ケ」は「軽便鉄道規格の車両」を意味する記号である。
しかし、国有化後・改軌直前時期の撮影になるケED10の写真に、国鉄式の「ケED10」というプレートではなく、旧・両備鉄道時代の番号のみの車番（および両備鉄道の社紋プレート）が残っていた例があり、廃車以前に実車標記の国鉄形式への変更が完了していたかは不詳である。
1935年（昭和10年）には、福塩南線福山 - 府中町間の1,067mm（狭軌）への改軌工事が完成し、同時に本形式も役目を終えた。国有鉄道には他に電化された762mm軌間路線がなかったことから、転用されることはなく廃車されたが、その後の処遇（私鉄譲渡の有無等）については不明である。